# Шекты
Шекты́ (чекты, чикли, чекли; каз. шекті, чагат. چکلی‎) — крупный и многочисленный казахский род, являющийся одним из шести подразделений племени алимулы в составе Младшего жуза.

## Этимология названия и происхождение
Распространённый в прошлом вариант написания названия рода как чикли (Tschikli у Вамбери) связан с тем, что оно транскрибировалось не по казахскому выговору, а по татарскому. Название чекли, помимо казахского рода Младшего жуза, носили несколько групп из племени кыпшак Среднего жуза казахов и киргизского племени багыш (узун-чекли). Чекли также были в составе родов кипчаков Зеравшанской и Ферганской долин. У аргынов Среднего жуза имеется род чекли (жогары-шекты и томенги-шекты).
Алимулы наряду с байулы представляют собой одно из двух крупных родоплеменных групп в составе алшынов. Рядом авторов аргументирована точка зрения о тождестве алшынов и алчи-татар, живших в Монголии до XIII века. Согласно шежире, приводимому Ж. М. Сабитовым, все алшынские роды в составе алимулы и байулы происходят от Алау из племени алшын, жившего в XIV веке во времена Золотоордынского хана Джанибека.
По легенде, у Алима (алимулы — сыновья Алима) было шесть сыновей, одного из которых звали Чикли (Чекты). В свою очередь Чикли был отцом трёх сыновей: Жакаим (каз. Жақайым; имел 6 сыновей), Ориса (каз. Өріс; имел 8 сыновей) и Джан-Калыча (каз. Жанқылыш; имел 6 сыновей). Согласно Николаю Аристову, род чекли произошёл от народа чик, который упоминается в древнетюркских памятниках. Тюрки совершили поход на чиков в 709 году. Они, вероятно, жили к югу от Саянского хребта. Чики были близкими родственниками карлуков. По свидетельствам авторов VIII—XIII веков, у карлуков Семиречья было подразделение чигиль (чик + иль — народ). В городах провинции Ганьсу проживало племя чик, которое, вероятно, было ветвью карлуков. Самое позднее упоминание этнонима «чик» зафиксировано на памятнике хану Моюн-чуру, воздвигнутом в 758 году.
В первых сведениях о родовом составе Младшего жуза от 1748 года содержится и упоминание рода шекты. М. Тевкелев пишет: «Сильный род алчин, а алчин разделяется надвое, то есть каракисяк и байулы. Каракисяк всех сильнее, исчисляется шесть родов, а имянно: чекли, каракисяк, чюмекей, дюрткара, каракете, карасакал…». Другое упоминание содержится в труде П. И. Рычкова, который пишет: «…роды же или аймаки знатнейшие в сей орде: алчинский, адаиский, машкарский, таминский, табынский, китейский, кара-китейский, чумекейский, чиклинский, джагалбайлинский».

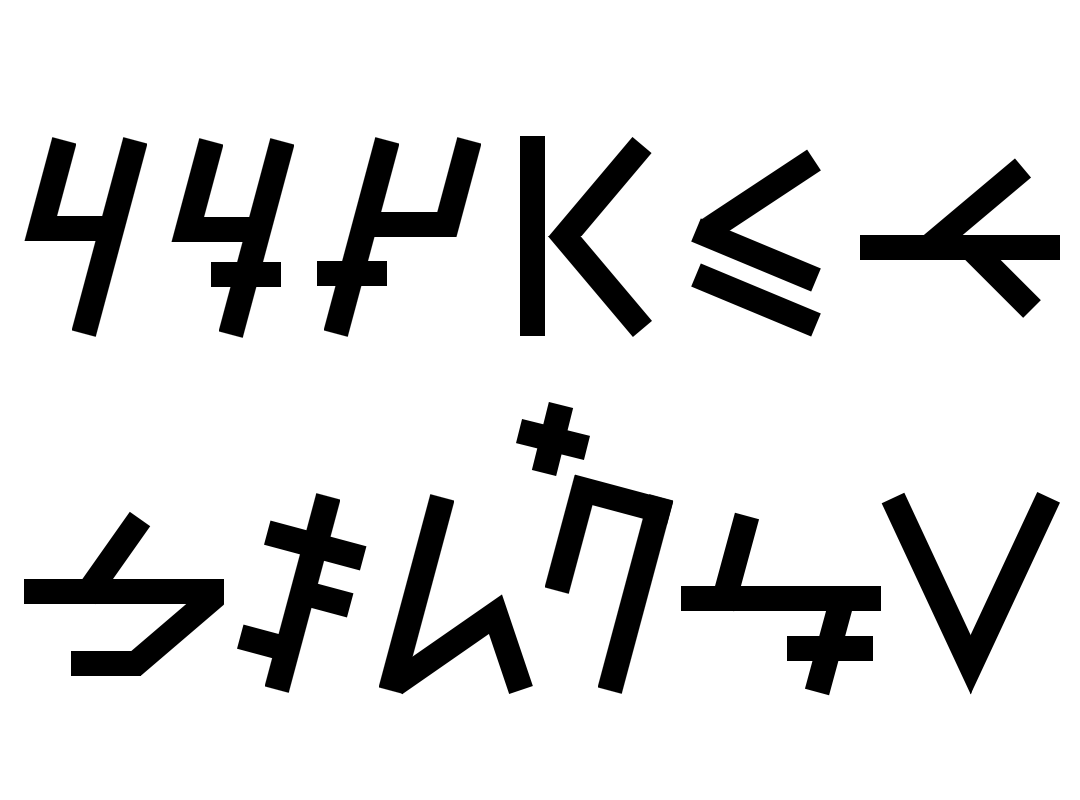
Иллюстрация: тамги рода шекты.

Тамговым знаком рода шекты является . Анализируя родовые знаки шектинских родов можно заметить, что первая из трёх основных тамг (см. соотв. иллюстрацию — тамги № 2, 10 и 12) очень близка к тамгам рода алаша Младшего жуза и одной из тамг найманского рода баганалы Среднего жуза. Вторая основная тамга (№ 12 на илл.) схожа с общенайманской тамгой, а её различные вариации схожи с тамгами родов чомекей и алтын Младшего жуза. Предположительно, это свидетельствует о том, что большая часть шектинцев — выходцы из племени найман. На такую возможность указывал Сарсен Аманжолов. Последняя из основных тамг похожа на тамгу рода каракесек, которые ведут свой род от каракесеков племени аргын Среднего жуза. Не исключено, что предки шектинского отделения ожрай происходили от аргынов.

## Генетические данные
Судя по гаплогруппе C2-M48, прямой предок алшынов по мужской линии происходит из Восточной Азии (близок калмыкам и найманам рода сарыжомарт), но не является близким нирун-монголам (субклад С2-starcluster). Генетически племенам алимулы и байулы из народов Центральной Азии наиболее близки баяты, проживающие в аймаке Увс на северо-западе Монголии. Основной гаплогруппой для шекты является C-Y15552 (которая также является общеалшынской).

## Численность и расселение
В конце XIX — начале XX века племена алимулы, в том числе и шекты, составляли значительную часть Иргизского, Темирского и Казалинского уездов. Хотя средняя протяжённость маршрутов кочевания у казахов не превышала 50—100 км в течение года, у шектинцев она могла достигать 1—2,5 тыс. км. Общая численность родов алимулы составляла 300—350 тыс. человек, из них 60—80 тыс. были из рода шекты. Насчёт многочисленности шектинцев существует поговорка «Шекті көп пе, шегіртке көп пе?» — «Кого больше, шекты или саранчи?».

### Тургайская область

#### Актюбинский уезд
К концу XIX века значительная группа алимулинцев в Актюбинском уезде проживала в центральной части уезда, вдоль рек Шолаксай, Пшенсай, Табынсай и Джайляусай. Это были представители родов кете и шекты. Кроме того шектинцы были разбросаны по всем окраинам уезда — вдоль рек Орь, Илек и Урал и в верховье Кара-Хобды, где жили среди представителей других родов.

#### Иргизский уезд
Шектинцы Иргизского уезда проживали на территории юго-западных волостей — Куландинской и Ордакунганской. Большая часть представителей рода шекты проводила зимовку в камышах на побережье Аральского моря, на полуострове Куланды и прилегающих островах, а также в песках Большие Барсуки и в горах Чошкакуль. Незначительная часть зимовала на юго-восточных отрогах Мугоджар.

#### Тургайский уезд
Шектинцы составляли небольшую часть от населения Тургайского уезда, где в основном жили рода Среднего жуза аргын и кипчак. Они обитали на северной окраине озера Сарыкопа. Некоторое количество шектинцев жили на севере уезда, к западу от озера Сармоин. Зимовки рода шекты были разбросаны вдоль степных озёр.

## История
Первое упоминание о роде шекты в русских источниках датируется серединой XVIII века.
На рубеже 1730—1740-х годов род шекты, кочевавший в основном в северо-восточном Приаралье, был основной социальной опорой хана Младшего жуза Абулхаира. В 1748 году при содействии султана Батыра султан Среднего жуза Барак убил Абулхаир-хана. Шектинцы не признали поддерживаемого царским правительством преемника Абулхаира Нуралы и провозгласили своим ханом султана Батыра Кайыпулы. Таким образом, Младший жуз распался на два ханства.
В XIX веке Есет Котибаров, управлявший одной частью рода шекты, и Джанходжа Нурмухамедов во главе другой части рода шекты (кичкене шекты — малые шекты) стали предводителями национально-освободительного движения казахов в этом регионе.
В 1806 году шектинцы вместе с торткаринцами взяли город Кунград. В 1822 году шектинцы были вынуждены признать над собой власть хана Хивинского ханства Мухаммед-Рахима. Шектинцы Хивинского ханства кочевали на озере Дау-Кара, возле гор Шейх-Джели, в камышах на восточном побережье Аральского моря и на Сырдарье. Они ежегодно платили закят и управлялись хивинскими чиновниками из крепости Биш-Кала на Сырдарье. Жанкожа-батыр фактически ставший ханом присырдарьинских и приаральских родов, сумел нанести поражение хивинским войскам в результате большего сражения в 1830 году с участием нескольких тысяч воинов с обеих сторон. На какое-то время ему удалось отвратить набеги хивинцев. Осенью 1842 года Биш-Кала была захвачена казахами, а хивинский чиновник был убит.
Колонизация Российской империей Приаралья началась в 1845 году. Ранней весной 1848 года хивинцы сделали набег на роды шекты и торткара в низовьях Сырдарьи. Это было местью за допуск русских к Раиму и помощь в возведении крепости. Шектинцы были жестоко разграблены, набег повторился и следующей зимой. В два-три года они из сильного и богатого рода превратились в бедняков и перешли в разряд игинчей (земледельцев).
Под властью Российской империи род шекты был разделён на множество волостей с целью не допустить их объединения против властей. Строительство русскими укреплений на своих землях шектинцы восприняли особенно отрицательно.
Но, несмотря на то, что шектинцам приходилось вести войну фактически на три фронта, они с оружием в руках дали отпор захватчикам. Несогласие Жанкожа-батыра с представителями царской администрации по ряду вопросов и нежелание подчиняться ставленнику императорского двора султану Арслану Джантюрину привело к полномасштабному восстанию 1856 года. Восстание присырдарьинских казахов под предводительством Жанкожи присоединилось к сопротивлению Кенесары Касымова.

## Подразделения
Шектинцы делятся на восемь отделений:
- айт (каз. Айт)
- бужур (каз. Бұжыр)
- орманбай (каз. Орманбай)
- жакаим (каз. Жақайым)
- ожрай (каз. Ожырай)
- байкубек (каз. Байкөбек)
- жанглыш (каз. Жанқылыш)
- орыс (каз. Өріс)

По информации Мухамеджана Тынышпаева, шектинцы делятся на три подразделения: арыс, баубек и жакаим.

## В культуре
В поэме «Айман — Шолпан» бай Маман из рода тама говорит Алибеку — жениху Айман:
Но знай: Котибар хоть куда,

Он в спорах был первым всегда,

Его принижать мы не будем,

Шектинцы — лихая орда.